# Hainan Airlines

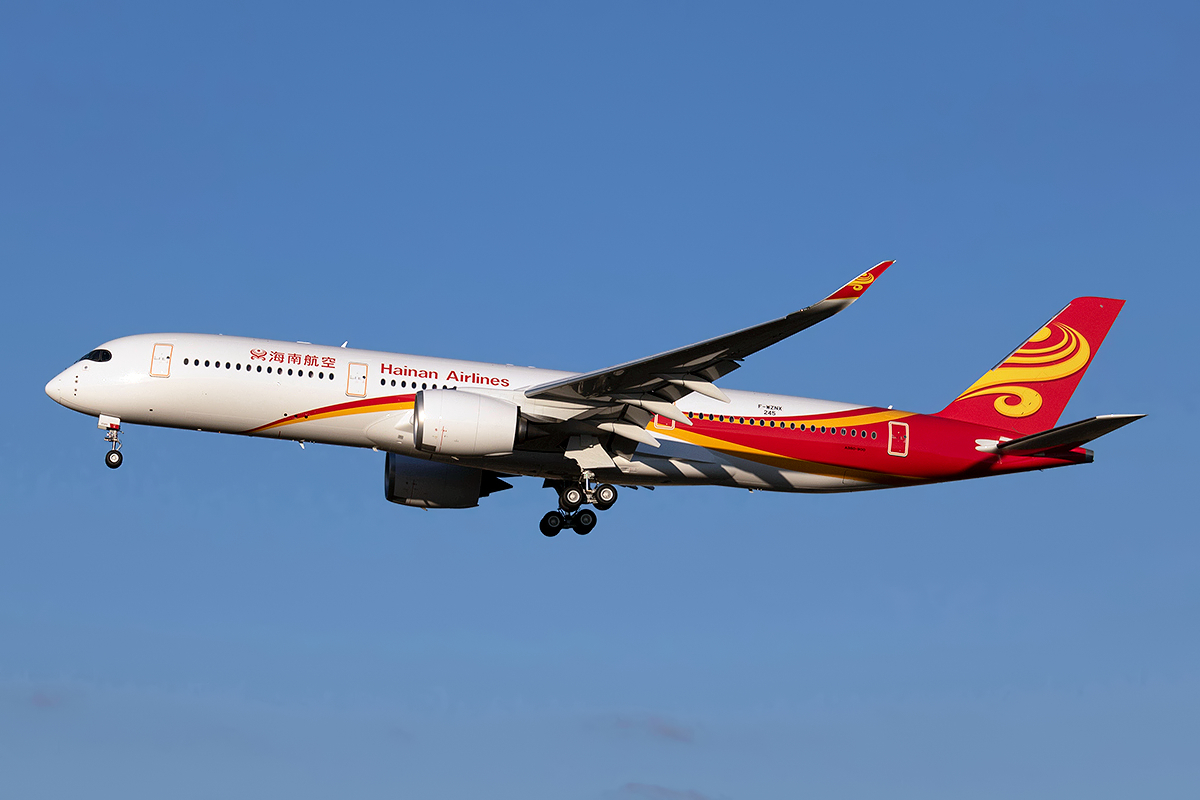
Airbus A350-941, Hainan Airlines JP9095347.jpg

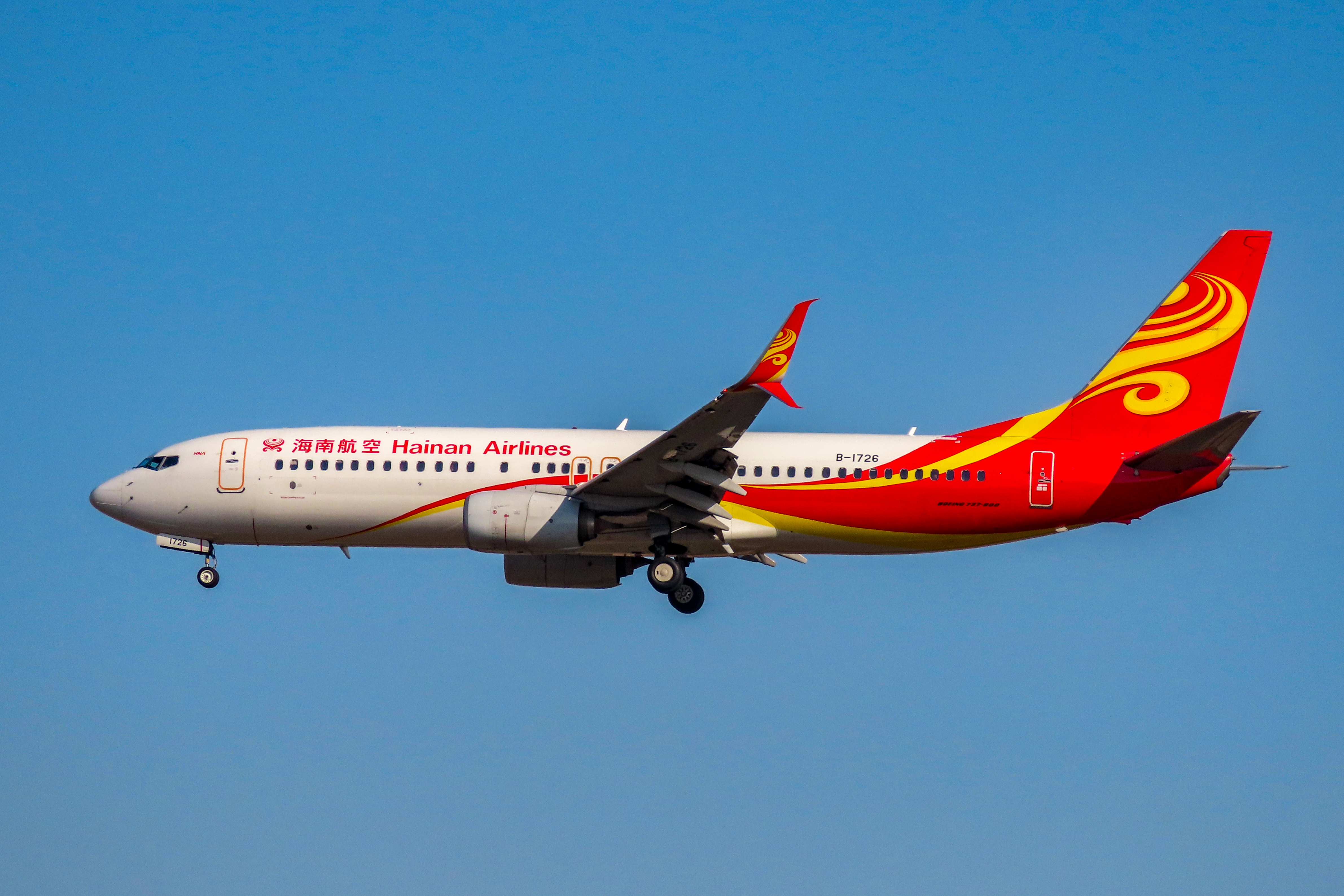

Hainan Airlines (chữ Hán: 海南航空公司 Hán Việt: Hải Nam Hàng không Công ty) là một hãng hàng không Trung Quốc. Hãng này có trung tâm hoạt động tại Sân bay quốc tế Mỹ Lan Hải Khẩu, Hải Nam. Ngoài ra hãng cũng có trung tâm khác tại Sân bay quốc tế Thủ Đô Bắc Kinh, Sân bay quốc tế Hàm Dương Tây An, Sân bay Wusu Thái Nguyên và Sân bay quốc tế Diwopu Urumqi. Đây là hãng vận tải hàng không tư nhân lớn nhất, là hãng hàng không lớn thứ tư về quy mô ở Cộng hoà Nhân dân Trung Hoa. Hãng này có 500 tuyến bay từ Hải Nam
Ngày 30 tháng 12 năm 2007, bốn hãng hàng không thuộc HNA group, Hainan Airlines, Shanxi Airlines, Chang'an Airlines, và China Xinhua Airlines đã sáp nhập vào Grand China Air, là hãng hàng không lớn thứ 4 ở Trung Quốc.

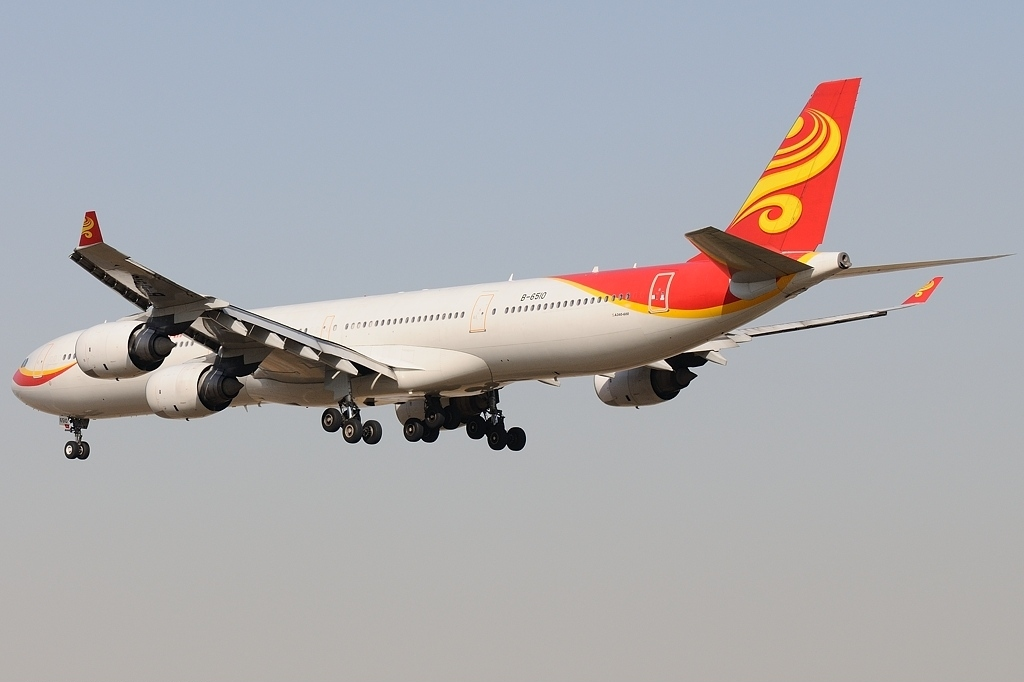
A340-642

## Đội tàu bay
Tại thời điểm ngày 1/4/2010, đội tàu bay của Hainan Airlines gồm có:
Thời điểm ngày 1 tháng 4 năm 2010, đội tàu bay của hãng Hainan Airlines là 5,3 năm.